# Koppenberg
El Koppenberg es una colina pavimentada  conocida por albergar —en sus tiempos—, el primer domingo de abril, al Tour de Flandes, el segundo de los cinco monumentos del ciclismo. 
El Koppenberg se incluyó por primera vez en la edición de 1976, ganada por el belga Walter Planckaert.  
El Koppenberg apareció por primera vez en la edición de 1976 y de nuevo todos los años hasta 1987, cuando fue excluido hasta 2002. Desde entonces se ha convertido en un punto focal de la carrera, excepto en 2007, cuando los adoquines deteriorados estaban fuera de los límites para la renovación.
Esta subida forma parte de la conocida prueba ciclista profesional Tour de Flandes, que forma parte del calendario UCI Pro Tour. 
Es temida por muchos ciclistas debido a su extrema pendiente (del 22% en las zonas con más dificultad) además de que la ruta está cubierta con adoquines. Esto hace que Koppenberg sea extremadamente difícil de negociar incluso para los ciclistas de élite. 
Muy a menudo, los ciclistas reducen su velocidad casi llegando al punto de perder el equilibrio (muy frecuente entre los que encaran la subida cuando están rodando en la parte trasera del pelotón) con lo cual deben bajarse de la bicicleta y proseguir la marcha a pie hasta la cima, empujando la bicicleta, ya que resulta imposible subirse de nuevo a la bicicleta.
Estratégicamente, pese a situarse lejos de la línea de meta (en 2006, en el km 185 de un total de 259), suele provocar una fuerte selección de la carrera.

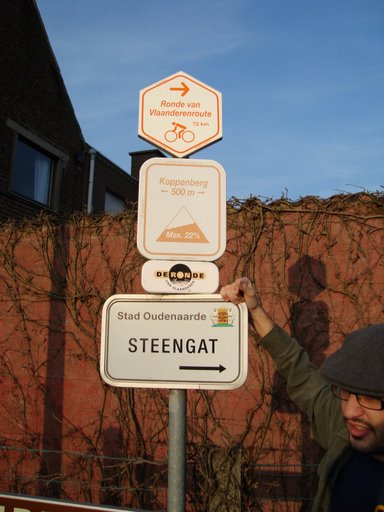
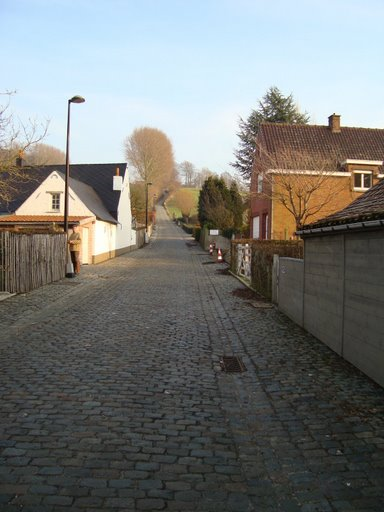
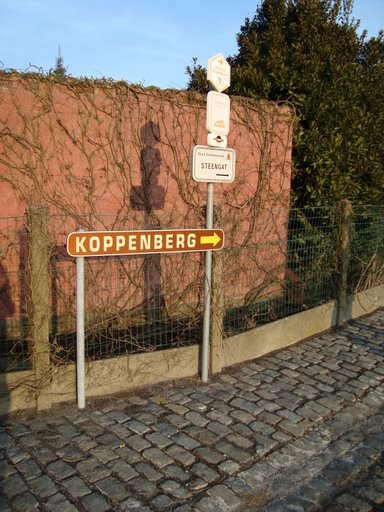